# شقشقة
الشِّقْشِقَة أو لَهَاة البعير هو عضو في حلق ذكر جمل عربي. هو كيس كبير قابل للانتفاخ يمتد من فمه كعرض للتزاوج لجذب الإناث أو لتأكيد الهيمنة. عندما تنتفخ، فإنها تشبه لسان طويل أو رئة وردية اللون تتدلى من جانب فم البعير. غالبًا ما يرتبط تضخم وبروز الشقشقة بإفراط في إفراز اللعاب وبالهيجان وبالهدير وبعرض التزاوج وبدوس القدم. وقد زعم أن الشقشقة هي الحنك الرخو.